# Benedetto Latilla
Benedetto Latilla, al secolo Tommaso, (Napoli, 20 giugno 1710 – Napoli, 28 dicembre 1767) è stato un abate, arcivescovo cattolico, teologo e massone italiano.

## Biografia
Appartenente ai marchesi di Taurasi, entrò nei canonici regolari lateranensi, di cui fu ordinato sacerdote il 14 giugno 1733 e scelse il nome Benedetto, abbandonando quello natio di Tommaso. Studioso di teologia, ottenne la cattedra all'Università degli studi di Napoli il 17 aprile 1749. Ebbe una carriera ecclesiastica eccelsa nell'ordine, che lo porto alla nomina di vescovo di Avellino nel 1754. Successivamente abbandonò il ruolo per dedicarsi a Ferdinando IV come suo precettore e futuro confessore personale, ne esercitò molto la sua influenza; gli fu riservata la carica di arcivescovo titolare di Mira.
Fu attivo nella massoneria napoletana, membro della Compagnia de' Liberi Muratori. La sua attività massonica destò molte perplessità in papa Benedetto XIV, mentre Bernardo Tanucci ne elogiava le capacità preferendolo a molti altri ecclesiastici che frequentavano gli ambienti della famiglia reale borbonica.
Morì a Napoli il 28 dicembre 1767.

## Genealogia episcopale
La genealogia episcopale è:
- Cardinale Scipione Rebiba
- Cardinale Giulio Antonio Santori
- Cardinale Girolamo Bernerio, O.P.
- Arcivescovo Galeazzo Sanvitale
- Cardinale Ludovico Ludovisi
- Cardinale Luigi Caetani
- Cardinale Ulderico Carpegna
- Cardinale Paluzzo Paluzzi Altieri degli Albertoni
- Cardinale Gaspare Carpegna
- Cardinale Fabrizio Paolucci
- Cardinale Giorgio Spinola
- Cardinale Thomas Philip Wallrad d'Alsace-Boussut de Chimay
- Cardinale Giuseppe Spinelli
- Arcivescovo Benedetto Latilla, C.R.L.